# Imejl marketing
Imejl marketing je oblik direktnog marketinga koji upotrebljava imejl kao sredstvo komunikacije između davaoca usluge i onih koji tu uslugu ili proizvod koriste. Kako je upotreba imejl-a široko rasprostranjena i dostupna svima, on se i koristi u svojstvu idealnog rešenja za promotivne aktivnosti.
Imejl marketing podrazumeva:
- slanje poruka već postojećim klijentima i kupcima tj. upravljanje odnosa sa kupcima-CRM;
- slanje imejl-ova sa reklamno-propagandnim oglasima radi sticanja novih kupaca i klijenata.[1]

## Prednosti korišćenja imejl marketinga
Imejl marketing je veoma popularan iz više razloga:
- slanje imejla je mnogo jeftinije nego u većini drugih oblika komunikacije;
- imejl omogućava direktnu dostavu poruke do mušterije (za razliku od web strane).[2]

## Potreba za imejl marketingom
Imejl marketing je idealno koristiti za:
- poslovanja koja imaju proizvod ili uslugu
- poslovanja koja žele da informativno obaveštavaju svoje klijente
- poslovanja koja žele da održavaju stalan kontakt sa korisnicima
- poslovanja koja žele da promovišu nove proizvode i usluge

## Pravilna upotreba imejl marketinga
Imejl marketing predstavlja oblik direktnog marketinga u vidu slanja promotivnih imejl poruka ciljanoj populaciji. Razlog zašto treba birati ciljanu populaciju je upravo ta tanka granica između jednostavnog obaveštenja i neželjene poruke (spam). Upravo ta činjenica ukazuje i na velike prednosti ovog marketing modela ali i neželjene posledice koje mogu nastupiti ukoliko se ne postupa na odgovarajući način. Mnogo faktora učestvuje u ovom marketing modelu, od ciljane populacije preko načina na koji je imejl napisan do dobre procene. Ali takođe treba imati u vidu da je ova tehnika Interenet marketinga na prvom mestu i po rejtingu i po upotrebi.
Kvalitetna poslovna komunikacija imejl servisom podrazumeva prethodno dobijenu dozvolu. Korisnik dobrovoljno pristaje na to da na njegovu adresu pristižu poruke različitog sadržaja. Ovakav sistem poslovne komunikacije naziva se marketing na osnovu date dozvole, odnosno, Permission marketing.
Obzirom na dalekosežne posledice pojave spama upravo primena ovog modela inicira da korisnici dobijaju poruke koje su za njih značajne jer ukoliko ga ne zanimaju, neće se prijaviti da prima marketinške poruke na svoj imejl.
Ovakva postavka imejl poruka dovela je do posebne kategorizacije prijavljivanja i odjavljivanja korisnika, pod nazivom Opt-in i Opt-out servisi.
- Opt-in servisi-korisnik dobija poslovne poruke isključivo ukoliko se dobrovoljno prijavio da ih prima.
- Opt-out servisi-omogućava automatsko napuštanje Opt-in servisa.

Za pokretanje uspešne imejl marketing kampanje neophodno je obaviti sledeće radnje: 
1. pokretanje mejling liste
2. segmentiranje liste korisnika
3. kreiranje i slanje imejl poruke korisnicima
4. praćenje i analiza statistike poslate imejl poruke.[3]

### Pokretanje mejling liste
Mejling lista odnosi se na bazu korisničkih imejl adresa, i može biti kreirano onoliko lista koliko je nama u tom trenutku potrebno. Pomoću njih mi možemo o našim korisnicima da prikupimo informacije koje su nam potrebne i samim tim im se ciljano obratimo.
Korisnici mogu biti dodati na dva načina:
- korišćenjem već postojeće baze ili ručnim dodavanjem korisnika pojedinačno
- putem online formulara koji mogu biti postavljeni na Internet sajtu. Putem tog formulara korisnici se sami, slobodnom voljom, učlanjuju na mejling listu, a imaju i pravo da se sa nje ispišu jer svaka imejl poruka automatski sadrži link koji to omogućava.

### Segmentiranje liste korisnika
Segmentiranje liste odnosi se na grupisanje članova mejling liste po određenim karakteristikama. Na taj način možemo imejl poruke slati samo onoj grupi koja u tom momentu spada u našu interesnu grupu gledano po različitim kriterijumima.

### Kreiranje i slanje imejl poruke korisnicima
Imejl treba biti dizajniran kvalitetno, u skladu sa identitetom kompanije ali takođe i u skladu sa potrebama ljudi koji taj imejl primaju. Da li će neko pročitati imejl zavisi upravo od prvog utiska. Poruka može biti automatizovana poruka, može se slati odmah ili nakon određenog vremena, postoje opcije za njeno prosleđivanje prijateljima od strane korisnika, i opcija odjave korisnika sa mejling liste.

### Praćenje i analiza statistike poslate imejl poruke
Jedna od glavnih prednosti imejl marketinga je upravo to što se može posmatrati šta se sa poslatom porukom desilo. Tako da možemo dobiti podatke o tome koliko je korisnika otvorilo poruku, koliko je kliknulo na link koji se nalazi u poruci, koliko je poruka dospelo do korisnika i koji broj korisnika se odjavio sa mejling liste.

## Nepravilna upotreba imejl marketinga (spam)
Niska cena elektronske komunikacije ima svojih prednosti i mana, kao što je nama u interesu da brzo i lako uputimo poruke na najudaljenija mesta, isto tako postoji stotine hiljada oglašivača koji žele da pošalju poruke u naš radni prostor.
Postoje dva sistema marketinga kojima posreduje imejl-dobar i loš. Kao i u realnom sistemu, loš marketing sa sobom nosi dalekosežne negativne posledice u poslovanju preduzeća. U slučaju Interneta, sistem neželjenih poruka i loših marketinških aktivnosti naziva se spam.
"Spam je svaka poruka koju primalac nije tražio, koju nije želeo da dobije i ako se on izjasni da je smatra netraženom i neželjenom." S obzirom na to koliko spam poruka protekne Internetom nekada je komplikovano razlučiti kada je poruka spam, a kada nije.
Međutim na osnovu odeljka iz člana Zakona o oglašavanju Republike Srbije, koji glasi: " Zabranjeno je oglašavanje slanjem oglasnih poruka putem pozivnih sredstava sa i bez ljudskog posredovanja, putem telefaks uređaja ili elektronskih poruka, bez saglasnosti primaoca oglasne poruke" , lakše je napraviti razliku. Takođe u Zakonu o elektronskoj trgovini, članu 8, je određeno sledeće: "Korišćenje elektronske pošte u svrhu slanja netražene komercijalne poruke, dozvoljeno je samo uz prethodni pristanak lica kome je takva vrsta poruke namenjena, u skladu sa zakonom."

### Šta ne određuje da li je poruka spam
Sadržaj poruke ne utiče na to da li je poruka spam ili nije. Da li je poruka reklama, oglas, obaveštenje, odnosno da li ima komercijalni karakter ili ne, ne utiče na njeno svrstavanje u spam. Broj poruka takođe ne može biti merilo toga da li ćemo okarakterisati poruku kao spam ili ne. Dok jedna ista poruka može biti poslata na nekoliko različitih adresa ali će je neki primaoci možda okarakterisati kao spam, dok drugi to neće uraditi. Upravo nas to i vodi do narednog pitanja.

### Ko određuje da li je poruka spam
Procenu o tome da li je nešto spam može doneti samo primalac poruke. On je taj koji zna da li je poruku tražio, da li je želeo da je dobije i da li smatra da je ta poruka spam. Upravo taj primalac poruke može preduzeti akcije protiv spama, tako što će odlučiti da ga prijavi. Ne postoji zakonski mehanizam koji će nešto tretirati kao spam samo od sebe, već se to može učiti upravo na osnovu prijave primaoca poruke. Akcije primaoca povodom spama mogu biti različite. Od ignorisanja poruke pa do podnošenja sudske prijave. To je sve stvar njegovog izbora. Može se takođe i desiti da je primalac poruke okarakterisao poruku kao spam a da ona to zapravo nije.

### Kaznene odredbe
Srpski zakoni zabranjuju slanje nezatraženih komercijalnih poruka. Takvih zakona ima čak pet, za različite oblasti u kojima se spamovanje obično dešava: Zakon o oglašavanju, Zakon o elektronskoj trgovini, Zakon o elektronskim komunikacijama, Zakon o zaštiti potrošača i Zakon o zaštiti korisnika finansijskih usluga kod ugovaranja na dalјinu. Primalac koji nije dao prethodni pristanak za prijem takvih poruka, može pošilјaoca poruka da prijavi Tržišnoj inspekciji (za kršenje Zakona o oglašavanju i Zakona o zaštiti potrošača) ili Inspekciji za elektronske komunikacije (za kršenje Zakona o elektronskim komunikacijama i Zakona o elektronskoj trgovini). Prekršajne kazne su do 2.000.000 dinara.
Pored domaćih zakona, postoji i GDPR (Opšta uredba o zaštiti podataka o ličnosti) Evropske unije. Nјime je jasno rečeno da kompanije moraju da imaju jasno izraženu prethodnu saglasnost primalaca poruka da žele da primaju reklamne poruke, za određene namene, kao i da primaoci mogu lako da otkažu tu istu saglasnost. Dakle, ukoliko se poruka e-pošte šalјe nekome ko se nikad nije prijavio na listu za slanje, ili ne sadrži mogućnost odjave, kao i ako se u poruci e-pošte reklamira nešto drugo u odnosu na ono na šta je primalac pristao – onda takvo kompanijsko ponašanje krši GDPR.

## 10 korisnih saveta za legalno reklamiranje putem imejla
1. Pažljivo odrediti ciljanu populaciju kojoj se obraćate-uspešnost prodaje proizvoda i pružanja usluge direktno je vezana sa vašom procenom potencijalnih mušterija, ako je potrebno, napravite posebne verzije proizvoda za razlicite ciljne grupe.
2. Pomozite Vašim mušterijama da postignu značajne uspehe koristeći Vaš proizvod ili uslugu-ukoliko im pomognete da to dostignu vaša prodaja može porasti.
3. Koristite pravilo "4 prema 1"-za svako komercijalno obraćanje putem mejling liste, jednom "ja" treba da prethodi bar 4 "vi", mušterije vole da čuju da su oni prioritet broj 1.
4. Podelite sa Vašim korisnicima "specijalne" informacije-imejl pruža mogućnost da se osoba kojoj se obraćate oseti posebnom, a idealan način za to je upravo deljenje neke značajne informacije.
5. Šaljite poruke koje je napisao direktor kompanije-ljudima se dopada da komuniciraju sa glavnim osobama, na taj način stičete njihovo poverenje.
6. Posebne ponude. Ovaj način pristupa je idealan za nove proizvode, usluge i prijave-pružanje specijalnih popusta.
7. Koristite negativne činjenice da bi učinili vaše tvrdnje verodostojnim
8. Ponudite više verzija istog proizvoda
9. Koristite imejl adrese Vaših kupaca-ako ste nekome prodali proizvod pre izvesnog vremena, kontaktirajte ga, zadovoljna mušterija se često vraća.
10. Postavite sebi isto pitanje koje postavljate drugima[9]

## Spoljašnje veze
- Zakon o oglašavanju Republike Srbije
- Zakon o elektronskoj trgovini Republike Srbije
- Zakon o elektronskim komunikacijama Republike Srbije
- Zakon o zaštiti potrošača Republike Srbije
- Zakon o zaštiti korisnika finansijskih usluga kod ugovaranja na dalјinu Republike Srbije
- Šta je spam?
- Elektronsko poslovanje 2009/2010, Internet marketing.